# Coenosia munroi
Coenosia munroi är en tvåvingeart som beskrevs av Charles Howard Curran 1935. Coenosia munroi ingår i släktet Coenosia och familjen husflugor. Inga underarter finns listade i Catalogue of Life.